# 吳鴻森
吳鴻森（1897年9月26日—1991年7月14日），日治台灣臺北縣新竹支廳桃澗堡中壢（今桃園市中壢區）人。

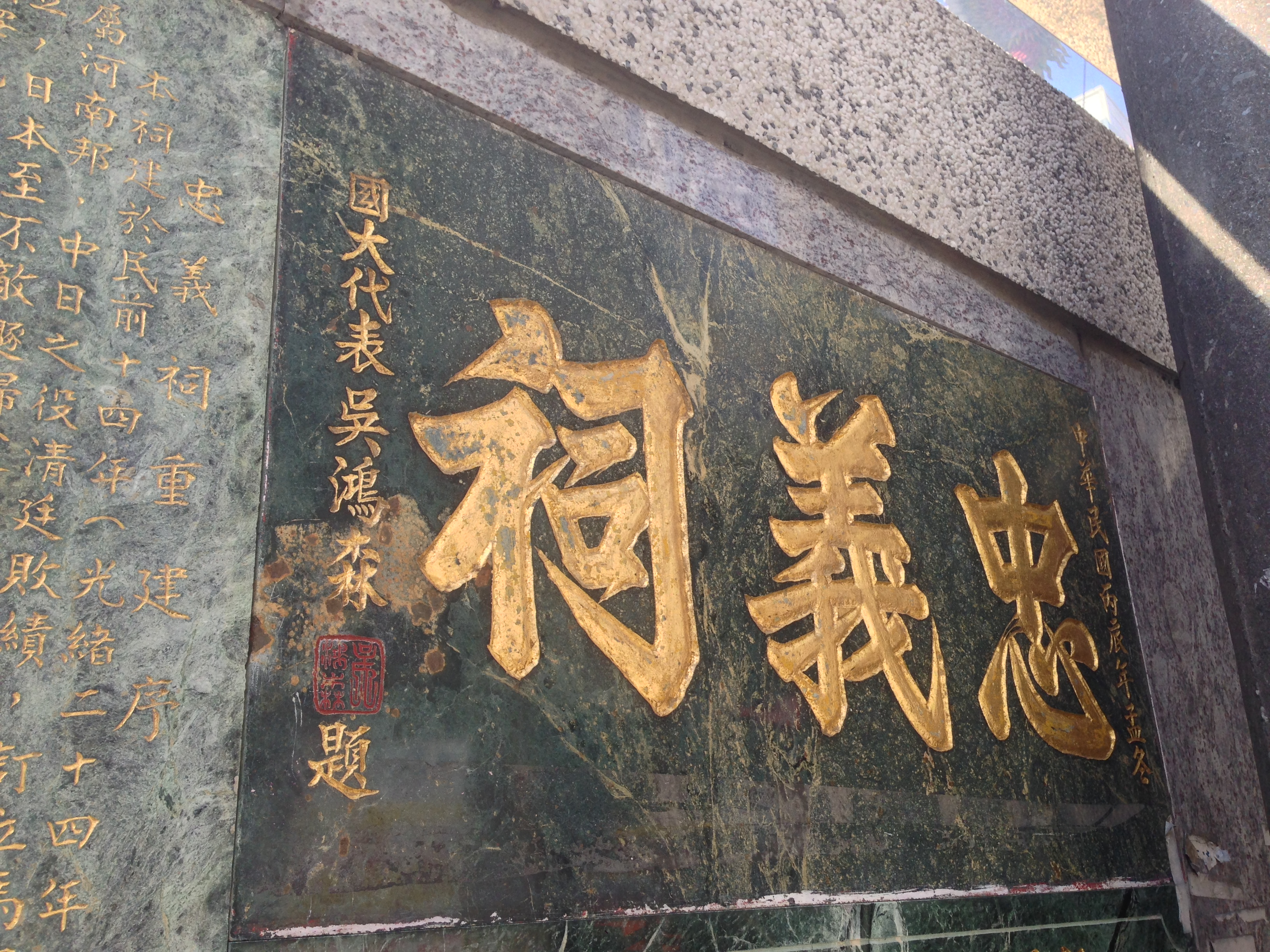
中壢忠義祠國民大會代表吳鴻森所題廟名，1976年。

## 生平
臺北醫學專門學校畢業，後回家鄉開業。曾任日本赤十字社臺灣支部醫院員，1935年獲獲日本當局推為官派新竹州參議會參議員、中壢街方面委員、新竹州聯合醫師會副會長、中壢醫院院長，臺灣省參議會第一屆參議員。
1946年8月當選為國民參政員，赴南京開會。
1948年當選為臺灣省新竹縣選出之第一屆國民大會代表，再赴南京。因其弟吳鴻麒在1947年的二二八事件中遭國軍部隊虐殺，頭部被開槍，臉面遭槍托重擊。又遭吊頸。肚臍以下、兩大腿被重擊，睪丸被打爆，死狀非常悽慘。吳鴻森悲痛不已，赴南京參加會議时，亲向蔣中正陳情，蔣遂下令查办，但最後結果不了了之。
政府遷臺後，曾連任兩屆國民代表大會主席團主席。1950年奉派為臺灣省政府委員，並擔任臺灣省環境衛生督導團團長。1955年與徐崇德等人贊助支持中原大學之設立。1989年申請退職國民大會代表。1991年7月去世。

## 家族
吳鴻森為前桃園縣縣長吳鴻麟的長兄，也就是前桃園縣縣長、前內政部部長吳伯雄的大伯。